# Gelis brunneellus
Gelis brunneellus är en stekelart som beskrevs av Schwarz 2002. Gelis brunneellus ingår i släktet Gelis och familjen brokparasitsteklar. Inga underarter finns listade i Catalogue of Life.